# Сетчатка
Сетча́тка (лат. retína) — внутренняя оболочка глаза, являющаяся периферическим отделом зрительного анализатора; содержит фоторецепторные клетки, обеспечивающие восприятие и преобразование электромагнитного излучения видимой части спектра в нервные импульсы, а также обеспечивает их первичную обработку.

## Строение

Слои сетчатки:
RPE — пигментный эпителий сетчатки
OS — наружный сегмент фоторецепторов
IS — внутренний сегмент фоторецепторов BM — мембрана Бруха
P — пигментные эпителиоциты
R — палочки
C — колбочки
Стрелка и пунктирная линия — внешняя пограничная мембрана
ONL — внешний ядерный слой
OPL — внешний сплетениевидный слой
INL — внутренний ядерный слой
IPL — внутренний сплетениевидный слой
GC — ганглионарный слой
H — горизонтальные клетки
Bi — биполярные клетки
M — Клетки Мюллера
A — амакриновые клетки
G — ганглионарные клетки
AX — аксоны

Анатомически сетчатка представляет собой тонкую оболочку, прилежащую на всём своём протяжении с внутренней стороны к стекловидному телу, а с наружной — к сосудистой оболочке глазного яблока. В ней выделяют две неодинаковые по размерам части: зрительную часть — наибольшую, простирающуюся до самого ресничного тела, и переднюю — не содержащую фоточувствительных клеток — слепую часть, в которой выделяют в свою очередь ресничную и радужковую части сетчатки, соответственно частям сосудистой оболочки.
Зрительная часть сетчатки имеет неоднородное слоистое строение, доступное для изучения лишь на микроскопическом уровне и состоит из 10 следующих вглубь глазного яблока слоёв:
- пигментного,
- фотосенсорного,
- наружной пограничной мембраны,
- наружного зернистого слоя,
- наружного сплетениевидного слоя,
- внутреннего зернистого слоя,
- внутреннего сплетениевидного слоя,
- ганглионарных клеток,
- слоя волокон зрительного нерва,
- внутренней пограничной мембраны.

### Строение сетчатки человека
Сетчатка глаза у взрослого человека имеет диаметральный размер 22 мм и покрывает около 72 % площади внутренней поверхности глазного яблока.
Пигментный слой сетчатки (самый наружный) с сосудистой оболочкой глаза связан более тесно, чем с остальной частью сетчатки.
Около центра сетчатки (ближе к носу) на задней её поверхности находится диск зрительного нерва, который проецируется с височной стороны. Из-за отсутствия в этой части фоторецепторов эту зону называют слепое пятно или пятно Мариотта. Диск зрительного нерва выглядит как бледная, округлой формы, зона около 3 мм². Здесь из аксонов ганглионарных нейроцитов сетчатки происходит формирование зрительного нерва. В центральной части диска имеется углубление, через которое проходят сосуды, участвующие в кровоснабжении сетчатки.
Латеральнее диска зрительного нерва, приблизительно в 3 мм, располагается пятно (macula), в центре которого имеется углубление, центральная ямка (fovea), являющееся наиболее чувствительным к свету участком сетчатки и отвечающее за ясное центральное зрение (жёлтое пятно). В этой области сетчатки (fovea) находятся только колбочки. Человек и другие приматы имеют одну центральную ямку в каждом глазу в противоположность некоторым видам птиц, таким как ястребы, у которых их две, а также собакам и кошкам, у которых вместо ямки в центральной части сетчатки обнаруживается полоса, так называемая зрительная полоска. Центральная часть сетчатки представлена ямкой и областью в радиусе 6 мм от неё, далее следует периферическая часть, где по мере движения вперед число палочек и колбочек уменьшается. Заканчивается внутренняя оболочка зубчатым краем, у которого фоточувствительные элементы отсутствуют.
На своём протяжении толщина сетчатки неодинакова и составляет в самой толстой своей части, у края диска зрительного нерва, не более 0,5 мм; минимальная толщина наблюдается в области ямки жёлтого пятна.

### Микроскопическое строение
См. Пигментный эпителий сетчатки

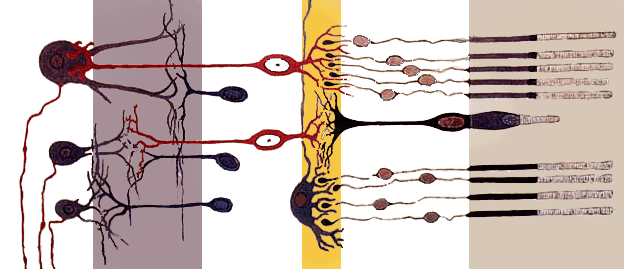
Упрощённая схема расположения нейронов сетчатки. Сетчатка состоит из нескольких слоев нейронов. Свет падает слева и проходит через все слои, достигая фоторецепторов (правый слой). От фоторецепторов сигнал передается биполярным клеткам и горизонтальным клеткам (средний слой, обозначен жёлтым цветом). Затем сигнал передается амакриновым и ганглионарным клеткам (левый слой). Эти нейроны генерируют потенциалы действия, передающиеся по зрительному нерву в мозг. С рисунка Сантьяго Рамон-и-Кахаля, видоизменено

В сетчатке имеются три радиально расположенных слоя нервных клеток и два слоя синапсов.
Ганглионарные нейроны залегают в самой глубине сетчатки, в то время как фоточувствительные клетки (палочковые и колбочковые) наиболее удалены от центра, то есть сетчатка глаза является так называемым инвертированным органом. Вследствие такого положения свет, прежде чем упасть на светочувствительные элементы и вызвать физиологический процесс фототрансдукции, должен проникнуть через все слои сетчатки. Однако он не может пройти через пигментный эпителий или хориоидею, которые являются непрозрачными.
Проходящие через расположенные перед фоторецепторами капилляры лейкоциты при взгляде на синий свет могут восприниматься как мелкие светлые движущиеся точки. Данное явление известно как энтопический феномен синего поля (или феномен Ширера).
Кроме фоторецепторных и ганглионарных нейронов, в сетчатке присутствуют и биполярные нервные клетки, которые, располагаясь между первыми и вторыми, осуществляют между ними контакты, а также горизонтальные и амакриновые клетки, осуществляющие горизонтальные связи в сетчатке.
Между слоем ганглионарных клеток и слоем палочек и колбочек находятся два слоя сплетений нервных волокон со множеством синаптических контактов. Это наружный плексиформный (сплетеневидный) слой и внутренний плексиформный слой. В первом осуществляются контакты между палочками и колбочками и вертикально ориентированными биполярными клетками, во втором — сигнал переключается с биполярных на ганглионарные нейроны, а также на амакриновые клетки в вертикальном и горизонтальном направлении.
Таким образом, наружный нуклеарный слой сетчатки содержит тела фотосенсорных клеток, внутренний нуклеарный слой содержит тела биполярных, горизонтальных и амакриновых клеток, а ганглионарный слой содержит ганглионарные клетки, а также небольшое количество перемещённых амакриновых клеток. Все слои сетчатки пронизаны радиальными глиальными клетками Мюллера.
Наружная пограничная мембрана образована из синаптических комплексов, расположенных между фоторецепторным и наружным ганглионарным слоями. Слой нервных волокон образован из аксонов ганглионарных клеток. Внутренняя пограничная мембрана образована из базальных мембран мюллеровских клеток, а также окончаний их отростков. Лишённые шванновских оболочек аксоны ганглионарных клеток, достигая внутренней границы сетчатки, поворачивают под прямым углом и направляются к месту формирования зрительного нерва.
Каждая сетчатка у человека содержит около 6—7 млн колбочек и 110—125 млн палочек. Эти светочувствительные клетки распределены неравномерно. Центральная часть сетчатки содержит больше колбочек, периферическая содержит больше палочек. В центральной части пятна в области ямки колбочки имеют минимальные размеры и мозаично упорядочены в виде компактных шестигранных структур.

## Заболевания
Есть множество наследственных и приобретённых заболеваний и расстройств, поражающих, в том числе, сетчатку. Перечислены некоторые из них:
- Пигментная дегенерация сетчатки — наследственное заболевание с поражением сетчатки, протекает с утратой периферического зрения.
- Дистрофия жёлтого пятна — группа заболеваний, характеризующихся утратой центрального зрения вследствие гибели или повреждения клеток пятна.
- Дистрофия макулярной области сетчатки — наследственное заболевание с двусторонним симметричным поражением макулярной зоны, протекающее с утратой центрального зрения.
- Палочко-колбочковая дистрофия — группа заболеваний, при которых потеря зрения обусловлена повреждением фоторецепторных клеток сетчатки.
- Отслоение сетчатки от задней стенки глазного яблока.
- И артериальная гипертензия, и сахарный диабет могут вызвать повреждение капилляров, снабжающих сетчатку кровью, что ведёт к развитию гипертонической или диабетической ретинопатии.
- Ретинобластома — злокачественная опухоль сетчатки.
- Меланома сетчатки — злокачественная опухоль из пигментных клеток- меланоцитов, рассеянных в сетчатке.
- Макулодистрофия — патология сосудов и нарушение питания центральной зоны сетчатки.

Для защиты сетчатки глаза от чрезмерного светового потока зрачок сужается. Но эта защитная реакция определяется не всем световым потоком, а частью спектра. При использовании некоторых неудачно спроектированных современных источников искусственного света, излучение которых воспринимается как белый свет, но спектр которых  отличается от спектра естественного освещения, защитная реакция организма может не срабатывать. В результате риск повреждения сетчатки возрастает[страница не указана 775 дней].

## Примечание
1. ↑  Аветисов Э. С. ; Зиангирова Г. Г. (ан., гист., эмбр.). Сетчатка // Большая медицинская энциклопедия : в 30 т. / гл. ред. Б. В. Петровский. — 3-е изд. — М. : Советская энциклопедия, 1984. — Т. 23 : Сахароза — Сосудистый тонус. — С. 216—221. — 544 с. : ил.
2. ↑  The Retinal Tunic. Архивировано 18 мая 2007 года. Virginia-Maryland Regional College of Veterinary Medicine
3. ↑  Капцов В. А., Дейнего В. Н. Эволюция искусственного освещения: взгляд гигиениста / Под ред. Вильк М. Ф., Капцова В. А. — Москва: Российская Академия Наук, 2021. — 632 с. — 300 экз. — ISBN 978-5-907336-44-2. Архивировано 11 июня 2023 года.